# Улица Шевченко (Братислава)

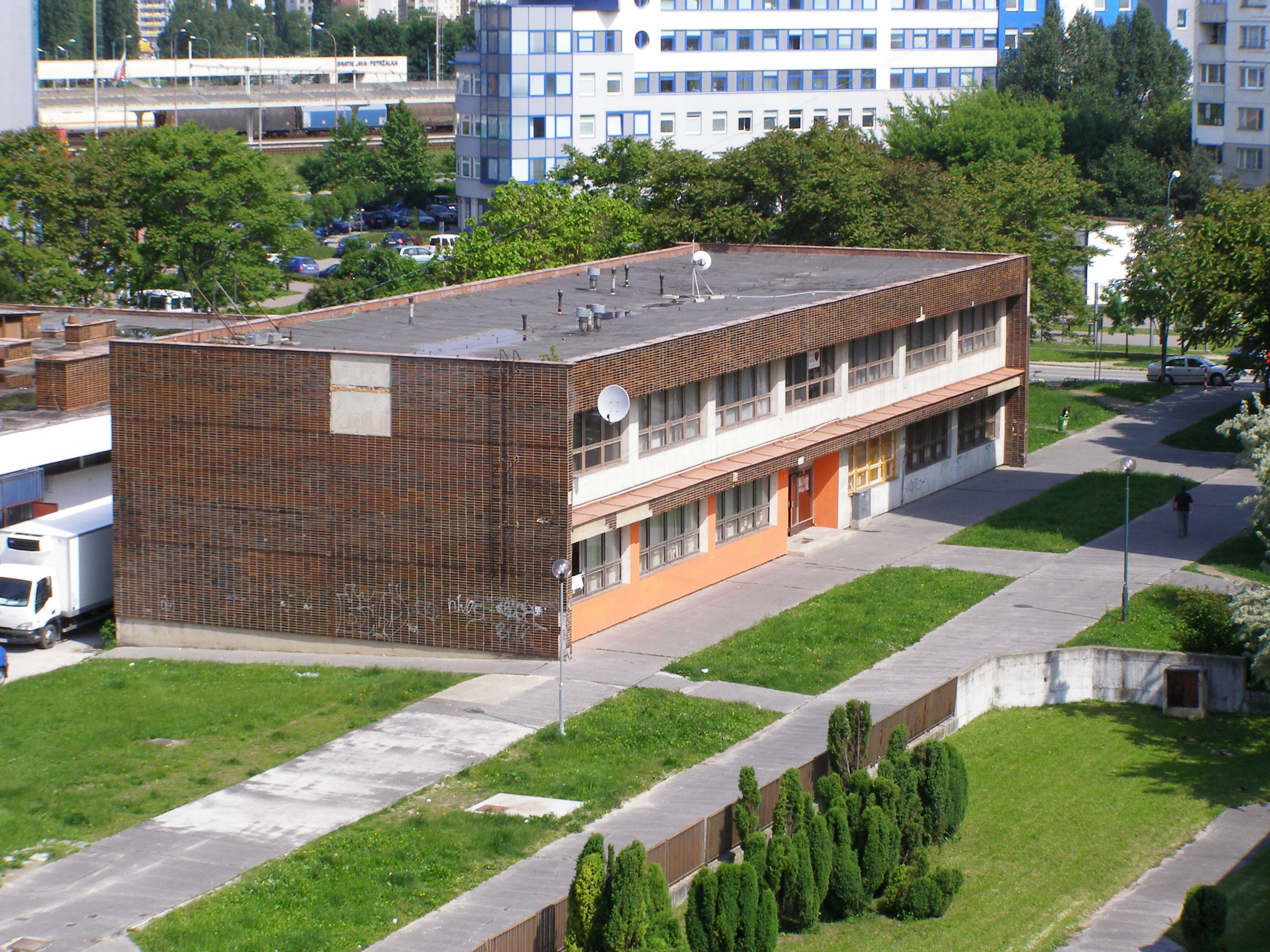
Здание Лиги по охране психического здоровья и Фонда Улыбка в подарок

Улица Шевченко (словац. Ševčenkova ulica) — улица в Братиславе, в квартале Петржалка. Названа в честь украинского писателя Тараса Григорьевича Шевченко (1814—1861).

## Значимые объекты
Наиболее известным объектом на улице является Налоговое управление Братиславы (д.32). В здании бывшего детского сада (д.11) располагается Учебно-метолический центр. На улице находится минимаркет Теско-экспресс. В бывшем Доме услуг расположилась Лига по охране психического здоровья, Фонд Улыбка в подарок и гражданская организация «Tančiareň MIriam».

## Транспортное сообщение
Автобусная остановка расположена рядом с Налоговым управлением и железнодорожной станцией «Петржалка».
- Маршруты: 59, 91, 93, 94, 191, 508.

Есть также остановка Улица Марка.
- Маршруты: 68, 99, 507

## Близлежащие улицы
- Улица Андрусова
- Улица Белинского
- Улица Федина
- Улица Гала
- Улица Йирасека
- Панонскае шоссе
- Улица Прокофьева
- Улица Романова
- Ул. Швабинского